# Model (Form)

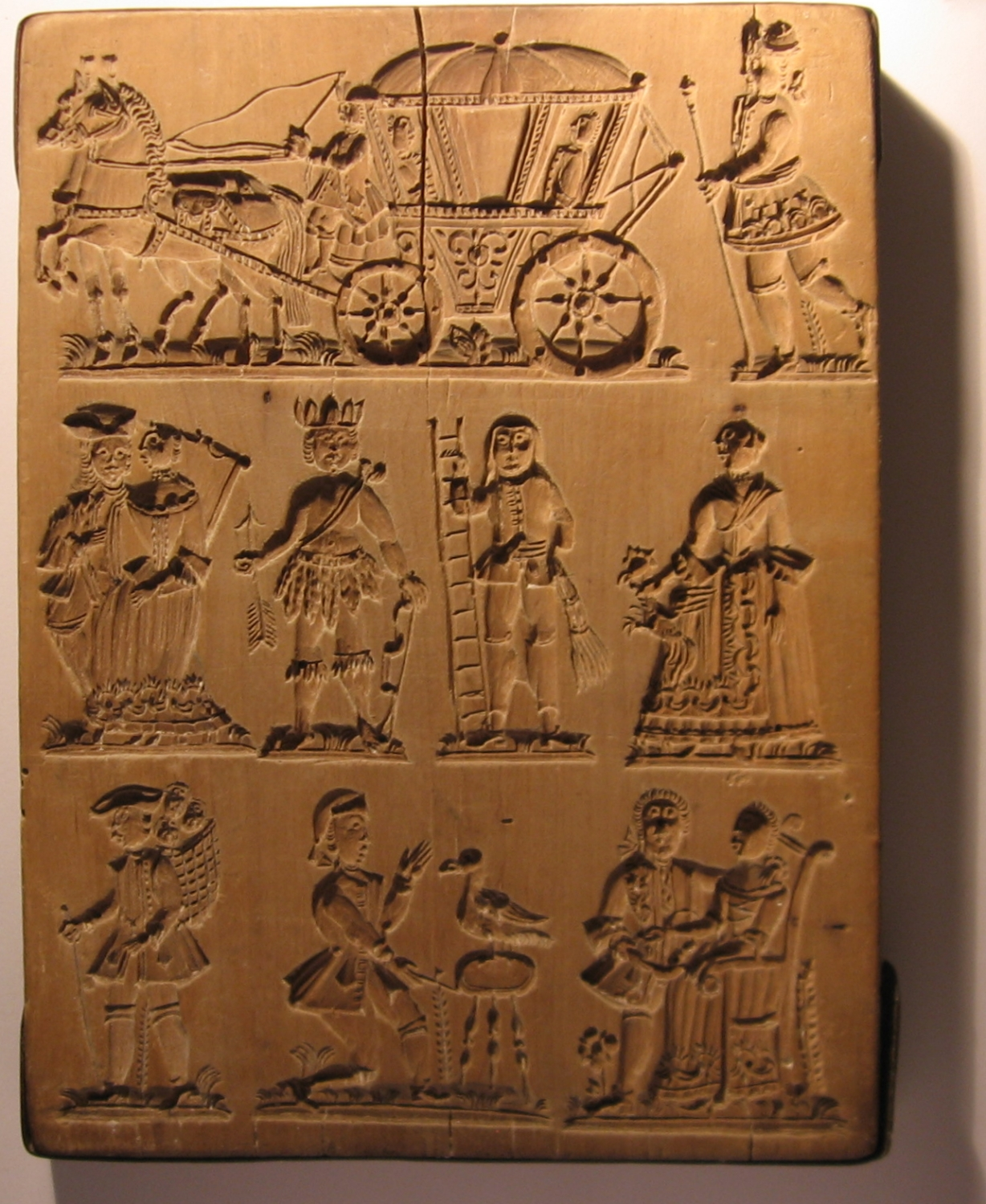
Springerle-Model aus Schwaben, oben: Hochzeitskutsche (Rokoko)

Ein Model [ˈmoːdəl] ist eine Hohlform, mit der formbare Substanzen in eine bestimmte Form gebracht werden. Meist handelt es sich um zähflüssige oder teigige Substanzen wie flüssiges Metall, Ton, Wachs, Teig oder Butter. Mit dem Model kann ein Relief serienmäßig reproduziert werden.
Der Begriff Model wird in der Archäologie und dem Kunsthandwerk verwendet (Modeln werden etwa bei Stuckarbeiten verwendet), aber auch in der modernen Form- und Gusstechnik (bei Abgüssen bezeichnet man die Hohlform jedoch als Matrize). Ferner werden bestimmte Lebensmittel wie Springerle mit Modeln geformt.

## Grammatik und Wortherkunft
Im heutigen Sprachgebrauch und speziell im Bereich Technik überwiegt das maskuline Genus: der Model (Plural: die Model). Daneben kommt als Nebenvariante die Model vor (Plural: die Modeln). Im Bereich der traditionellen Lebensmittelherstellung hat sich – als dritte Variante – auch das Model gehalten (Plural: die Model).
Das Wort Model (mittelhochdeutsch model, althochdeutsch modul) geht zurück auf lateinisch modulus „Maß“, eine Verkleinerungsform von modus „Maß“. Ebenfalls aus dem lateinischen modulus entstand das italienische Wort modello („Muster“, „Entwurf“) und daraus das deutsche Wort Modell.

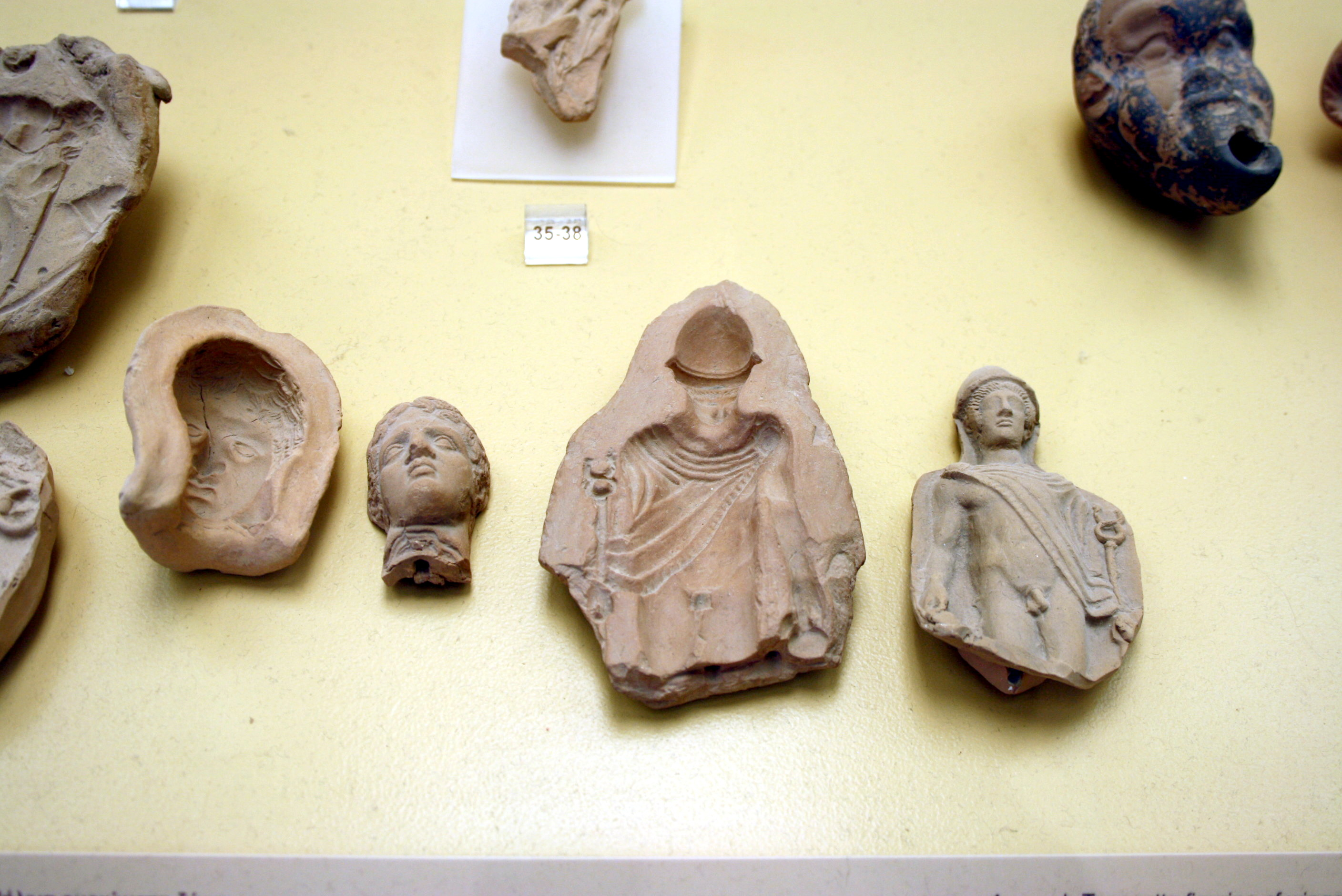
Zwei Model, jeweils rechts davon eine damit hergestellte Figur (Attalos Museum, Athen)

## Archäologie und Kunsthandwerk
Model aus Terrakotta sind schon gegen Ende des 3. Jahrtausends v. Chr. in Mesopotamien durch Funde nachgewiesen. Sie wurden dazu benutzt, serienmäßig Reliefarbeiten hauptsächlich aus keramischen Werkstoffen zu Dekorationszwecken zu produzieren.  Der Model entspricht dabei einer Negativform des Reliefs. Auch Model aus Holz wurden verwendet.
Ein Sonderfall des Models ist das Rollsiegel. Schon in der Antike wurden Model bei der Fertigung von Stuckelementen zur Wand- und Deckenverzierung eingesetzt.

## Guss- und Formtechnik
Der Model bzw. die Matrize sind in Guss- und Formtechnik  Negativformen für Guss- und Kneterzeugnisse, die in der gewerblichen und industriellen Produktion verwendet werden, um das zu bearbeitende Material rasch in eine – die durch den Model definierte – Form zu bringen (sogenanntes Urformen).
Die Gegenstände, die mit dem Model geformt werden, können dabei aus Metall, Ton, Keramik oder Gips oder Kunststoffen, aber auch Wachs oder anderen formbaren Substanzen bestehen. Der Model selbst kann ebenfalls aus Metall, Ton, Keramik oder Gips bestehen; Holz ist für die industrielle Fertigung ungeeignet, bei der handwerklichen Produktion etwa in der Glasbläserei aber bislang unverzichtbar, wird aber auch durch hochhitzebeständige Keramiken ersetzt. Model und geformtes Werkstück sollten nicht aus demselben Material bestehen, da sich Positiv und Negativ möglicherweise bei der Erstarrung oder Aushärtung verbinden. Lässt sich Materialgleichheit nicht vermeiden, muss vor dem Gussvorgang eine trennende Zwischenschicht aufgebracht werden, die ein leichtes Ablösen des gemodelten Gegenstandes erlaubt.
Model werden auch bei der Fertigung von Stuckelementen zur Wand- und Deckenverzierung eingesetzt. Im Metall- und Kunststoffbereich gibt es für die Herstellung von Modeln speziell den Beruf des Formenbauers.

## Verwendung bei Nahrungsmitteln

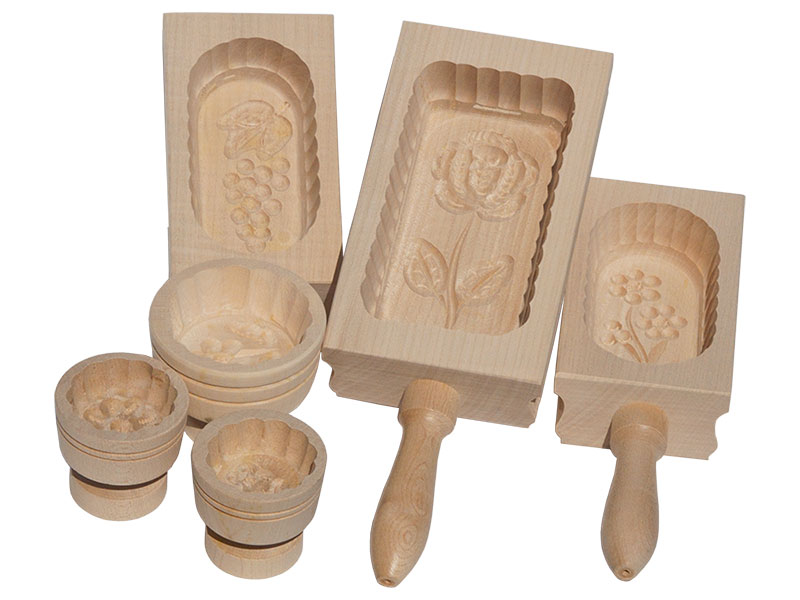
Buttermodel aus Holz

In seiner landläufigen Bedeutung ist der Model eine figürlich geschnitzte Holzform vor allem im Bereich des Haushalts und der gehobenen Konditorei, die für kleinere Backwaren wie beispielsweise Springerle, gegossene Schokoladestücke wie Pralinen (siehe Chocolatier), Confiserie, Kaltspeisen oder für Butter (Buttermodel) Verwendung findet. Besonders im alpenländischen Bereich sind kunsthandwerklich wertvolle, oft reichverzierte traditionelle, regionaltypisch unterschiedlich gemusterte Model bekannt, die in der regionalen Küche noch Verwendung finden, meist aber nur mehr in Heimatmuseen zu bewundern sind. Bereits 1526 wird in den sog. Meraner Artikeln ein solcher modl als geeichtes Normalmaß für die Größe von Zinskäsen im Besitz des örtlichen Amtshauses genannt.
Ein Model besteht meistens aus Holz, das möglichst hart und feingliedrig sein muss. Neben Erle, Pappel, Pflaume und Weide wurde vor allem Birnbaum und Linde benutzt, da sich darin Motive fein abbilden lassen und sich nach dem Reinigen des Models mit Wasser keine Fasern aufstellen. Manchmal bestehen die Model auch aus Steingut; eine Signatur auf der Innenseite kann, vornehmlich bei besonders prächtigen Stücken, Hinweise auf den Hersteller geben. Heutige Backmodel werden gepresst und sind nur noch selten handgeschnitzt. Die maschinelle Herstellung ist an der gleichmäßigen Breite der mit einem Kugelfräser herausgearbeiteten Motive zu erkennen.